# فراموش‌شده (فیلم ۲۰۱۷)
فراموش شده (به انگلیسی: Forgotten) یک فیلم سینمایی در ژانر هیجان انگیز و فیلم معمایی محصول سال ۲۰۱۷ کره جنوبی به کارگردانی جانگ هان جون است.    بازیگران اصلی این فیلم کانگ ها-نئول ، کیم کانگ ها-نئول ، مون سونگ کون و سدیم یونگ هستند .  

## خلاصه داستان فیلم
جین سیوک، ۲۱ ساله، با خانواده اش به یک خانه جدید نقل مکان میکند. او مبتلا به بیماری اسکیزوفرنی هست اما تحت مراقبت مهربانانه خانواده اش هست و مشکلی ندارد تا روزی که…

## تولید
فیلمبرداری اصلی از ۱۱ مارس ۲۰۱۷ آغاز شد و در تاریخ ۸ ژوئن ۲۰۱۷ پایان یافت.   

## انتشار فیلم
این فیلم در کره جنوبی در تاریخ ۲۹ نوامبر ۲۰۱۷ منتشر شد. 
پس از انتشار محلی ، توسط کمپانی نت‌فلیکس به صورت گسترده منتشر و برای ۱۹۰ کشور در دسترس قرار گرفت.  